# Đăk Tờ Kan
Đăk Tờ Kan là một xã thuộc huyện Tu Mơ Rông, tỉnh Kon Tum, Việt Nam.
Xã Đăk Tờ Kan có diện tích 64,43 km², dân số năm 2019 là 3.671 người, mật độ dân số đạt 57 người/km².